# Walo
Pour les articles homonymes, voir Walo (homonymie).
Ne doit pas être confondu avec Waalo.

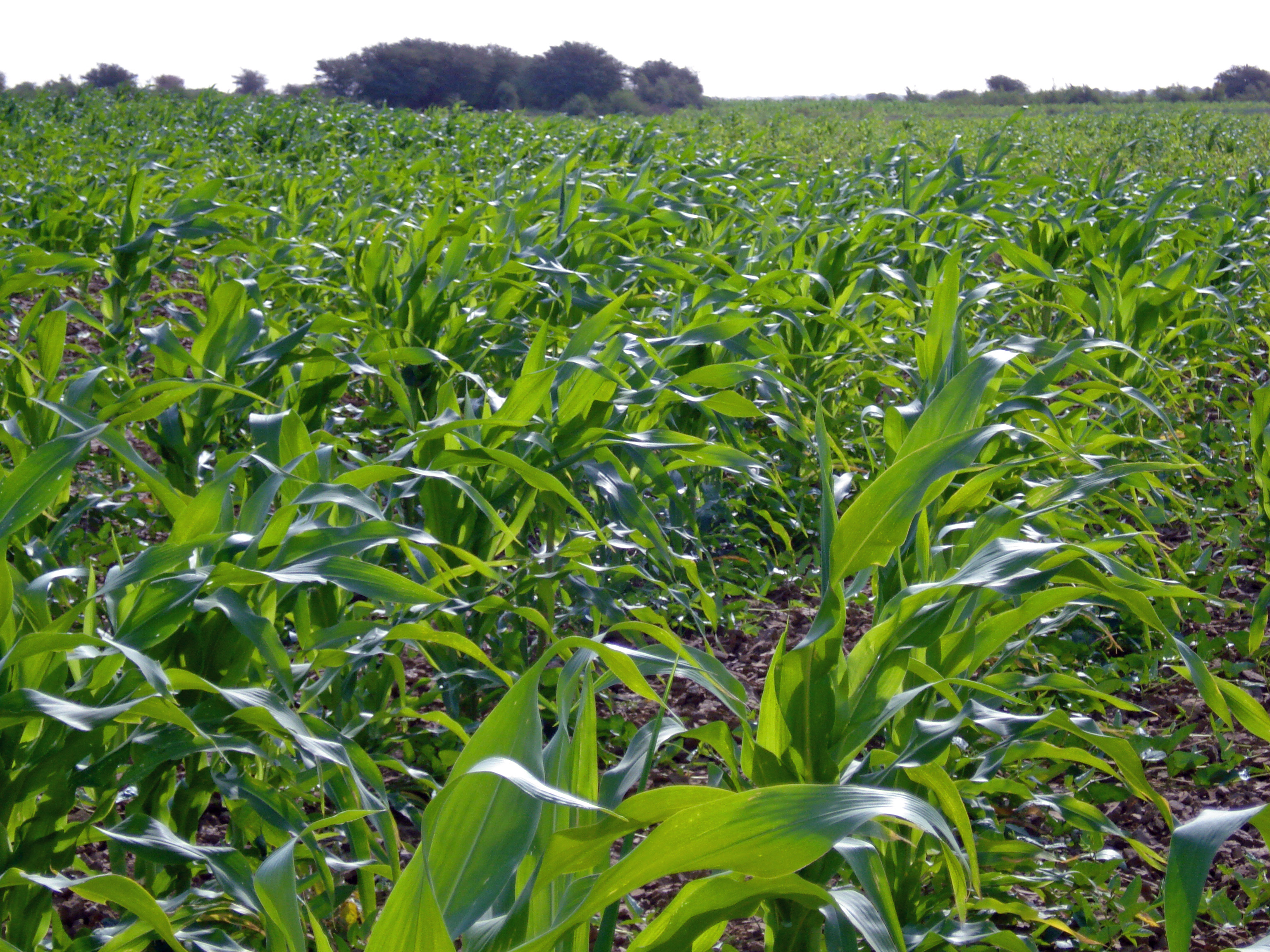
Champs du Walo à Agnam-Goly dans le département de Matam

Walo (ou wallo, oualo, waalo) est un terme géographique qui désigne les terres cultivées situées dans les zones inondables au bord d'un fleuve. On parle aussi de « cultures de décrues ».
Le terme se réfère en particulier aux terres situées le long du fleuve Sénégal, au nord du Sénégal, et au Sud de la Mauritanie.
Il s'oppose en général au diéri, des zones plus éloignées du fleuve et jamais inondées.
Il ne doit pas être confondu avec le royaume du Waalo qui fait son apparition vers 950, après l'arrivée de peuples venant de l'empire du Ghana.
Le climat est de type nord-sahélien voire désertique. La région a été affectée par des sécheresses majeures en 1972-1973 et 1983-1984. Les sols y sont souvent salés. Les habitants du Waalo sont principalement des Wolofs sédentaires ou des Peuls nomades. On y dénombre aussi quelques groupes maures.